# 新內站 (日本)

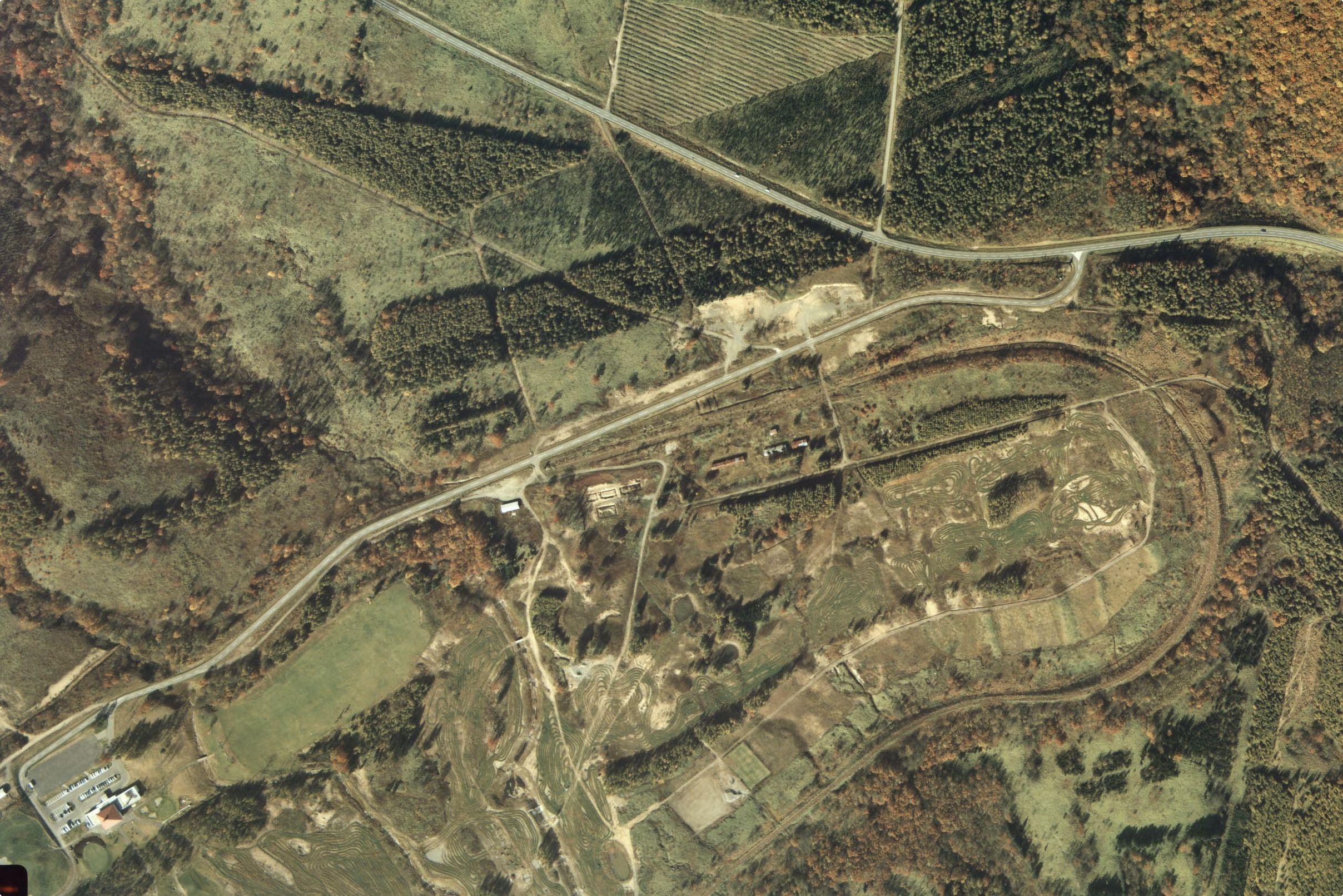
1977年拍攝的新內站遺址和周邊約1公里×1.5公里範圍。下方是新得方向。站舍是中央空地的細小白色處。在該處向下和左邊斜向的道路是站前通。該處曾經有一個小型的市街，現時已經不存在。在新得方向設有一個半徑200米的180度急彎的路基遺跡。在落合方向由於設有高球場，因此建設了新道，覆蓋了舊路軌。站內除了客運月台，於站舍邊靠近落合一方設有貨運月台和引上線，站後方設有貨物起卸線和料場，當時此站是運出木材車站之一。

新內站（日语：／ Niinai eki */?）是位於北海道上川郡新得町，日本國有鐵道（國鐵）根室本線的鐵路車站（廢站）。事務管理碼為▲110410。

## 歷史
從落合站經狩勝信號場至新內站之間的路段會途經狩勝峠，該段的景色被選為三大列車風景之一。在戰前，有一些前往佐幌岳的滑雪客會使用此站。而於此站起卸的貨物包括了花崗岩和木材。
在1966年（昭和41年）9月30日，落合站經新狩勝隧道至新得站之間的新線啟用，舊線於翌日（10月1日舊線）停用，本站隨之廢除。站前原本有一個小規模的市街，在新線開通後也消失了。

### 年表
- 1907年（明治40年）9月8日 - 官設鐵道十勝線落合至帶廣之間開通。開設新內信號所[1]。當時未有客運和貨運業務[1]。
- 1909年（明治42年）12月15日 - 升級為一般車站，名為新內站[1]。
- 1913年（大正2年）12月10日 - 瀧川站至釧路站之間定為釧路本線，本站成為釧路本線的車站。
- 1921年（大正10年）8月5日 - 西和田站至根室站之間開通，根室本線全線開通。使瀧川站至根室站之間定為根室本線，此站也變成根室本線的車站。
- 1966年（昭和41年）
  - 9月30日 - 途經新狩勝信號場的新線（現時的路線）啟用[4]。
  - 10月1日 - 途經本站的舊線廢除，此站也被廢除[5][6]。後來，此站至新得之間的舊線成為國鐵的狩勝實驗線（日语：狩勝実験線），成為進行出軌和列車火災的實驗場地。
- 1979年（昭和54年） - 狩勝實驗線廢止。

### 站名的由來
車站名稱取自地名。地名是來自阿伊努語的「（ni-un-nay）」，意思是「樹・有・川」。佐幌川的支流（上之新內）和（下之新內）兩條河流都在新內地區南邊經過，從而推測該地名是源自該兩條河流。

## 車站遺址與SL酒店
在1978年（昭和53年）起，於此站遺址處設置了59672號蒸氣機車和20系臥車，以用作營運SL酒店，後來酒店關閉後仍然放置在該處。隨後，由於機車與臥車損壞嚴重而一度討論把臥車撤走。非牟利團體在保存行動中扮演核心角色，並決定進行維護並繼續在該處舉行活動。在2006年（平成18年）7月8日，NaHaNe20 132被用作資訊中心，在2010年（平成22年）9月7日翻新為設「舊狩勝線資料館」。截至2019年（令和元年），在少數情況下設有住宿活動。

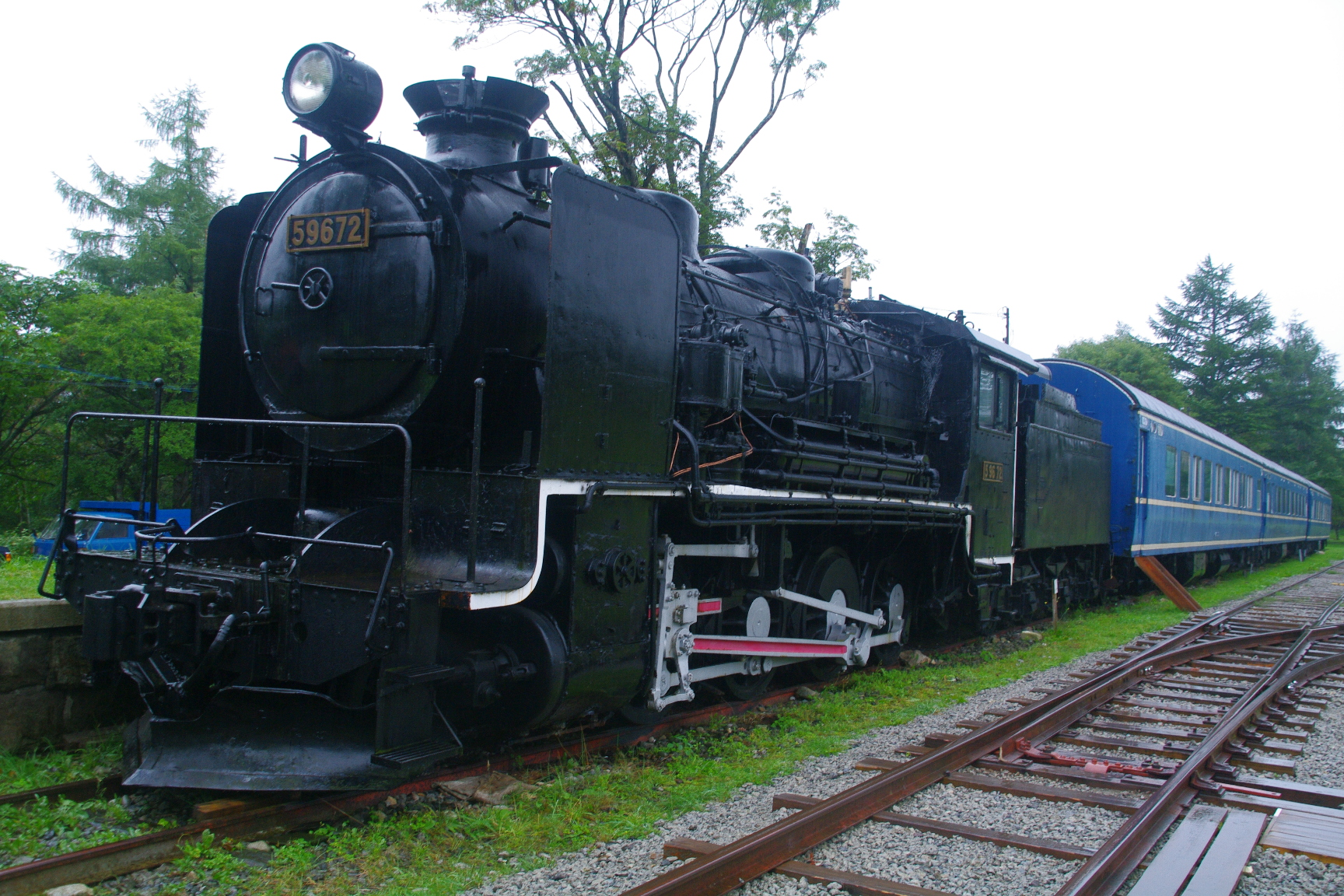
59672號
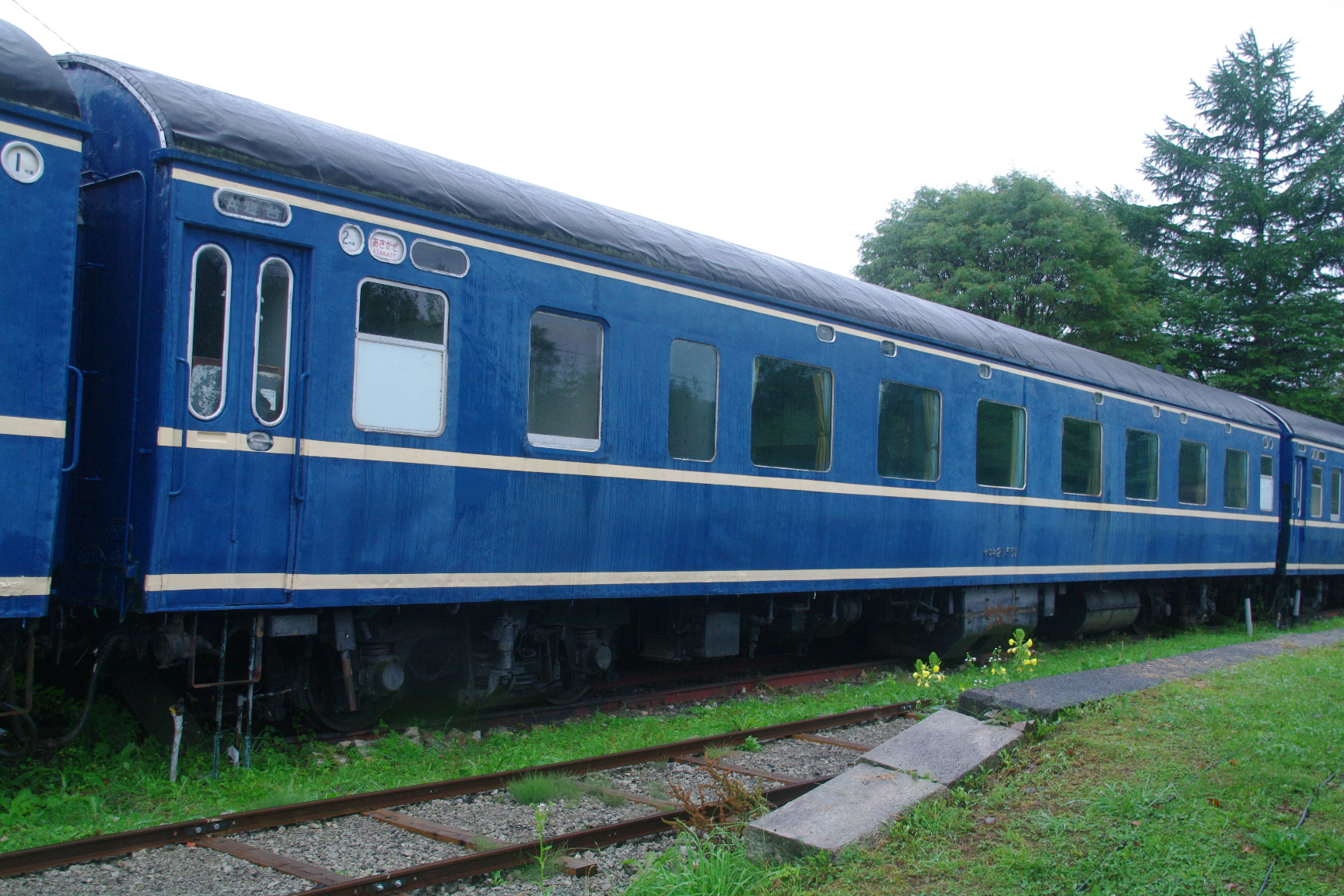
NaRoNe21 551(截至2022年，在20系A臥鋪車中，此車輛與鄰接的NaRoNe22 153成為唯二還保存下來的車輛)
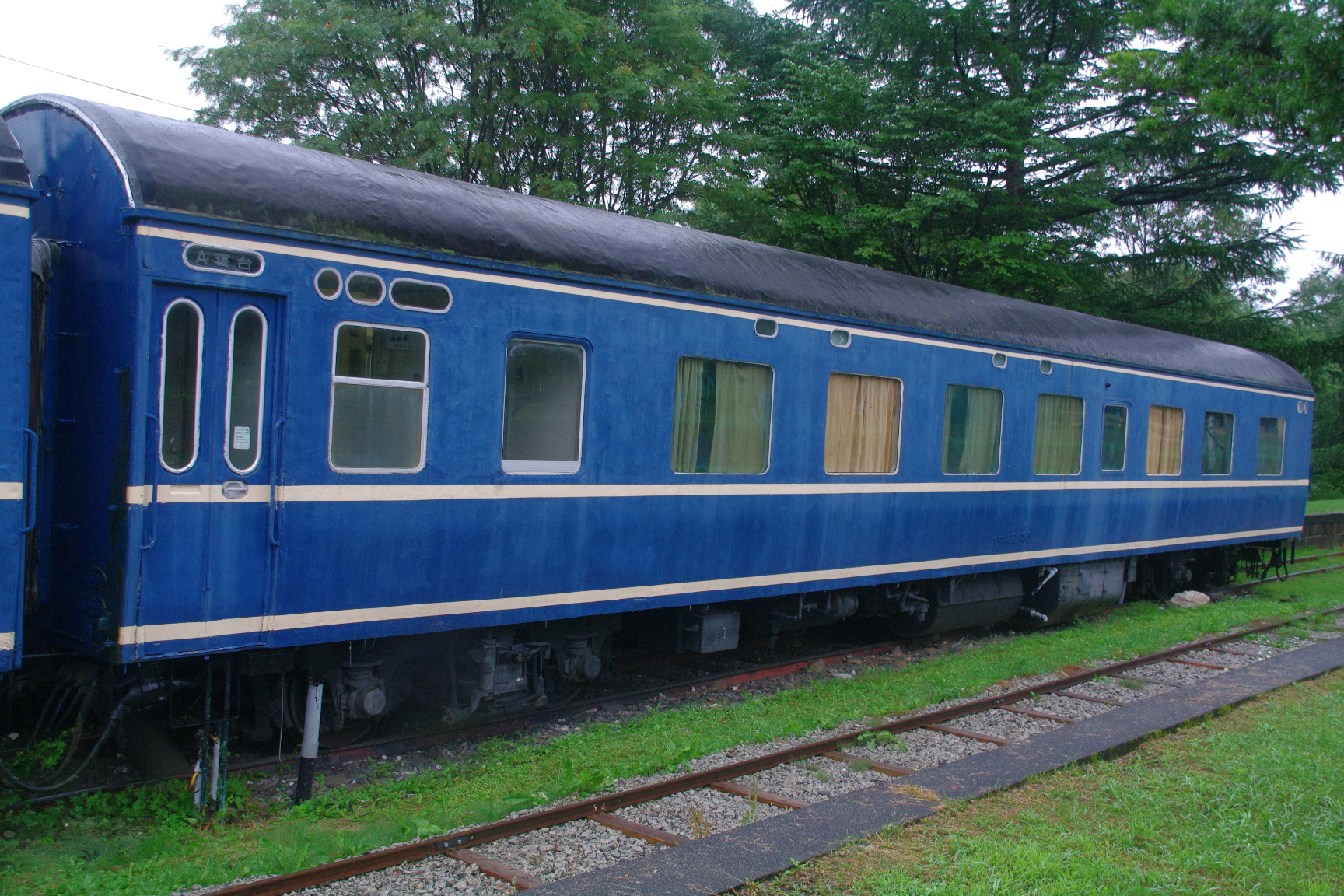
NaRoNe22 153
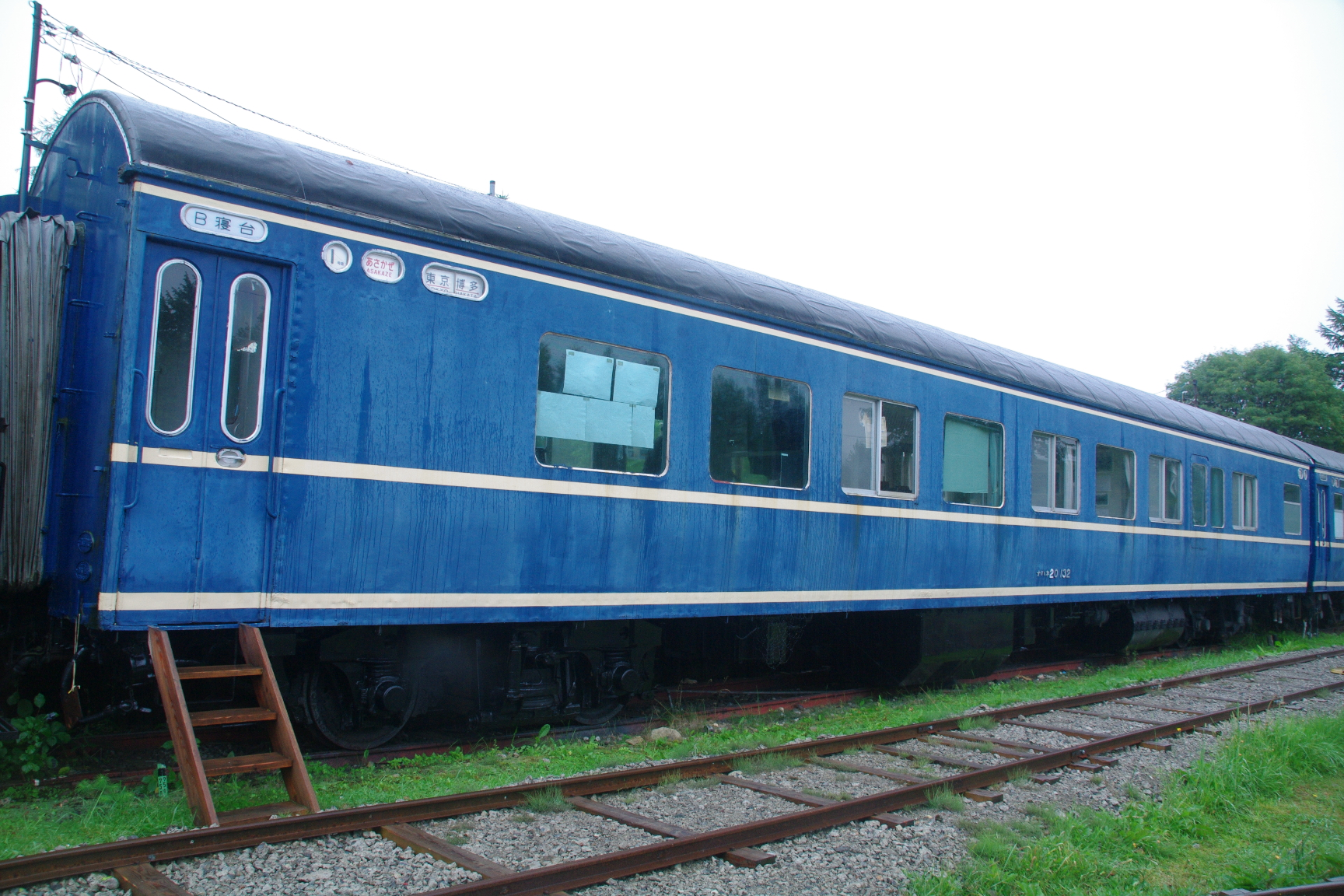
NaRoNe20 132

另外在2008年（平成20年）起，站內2號和3號月台遺址被重用，變成一條小火車，設置了一些工程用軌道單車在該處。
此站前後的廢線遺址變成了行人路。從靠近新得站的SL廣場至此站約10公里路段變成「狩勝波波之道」，該道可讓行人、單車和騎馬者使用。另外連同此站至舊狩勝隧道之間約7公里，合共提供約17公里的舊狩勝線行人道。

## 相鄰車站
日本國有鐵道（國鐵）
根室本線 舊線（已廢除）
落合－（狩勝信號場）－新內－新得

## 注腳
1. 1 2 3 4 5  石野哲 (编).  初版. JTB. 1998-10-01: 885. ISBN 978-4-533-02980-6 （日语）.
2. 1 2  昭和3年版 線路一覧略図 札幌鐵道局發行
3. ↑  日本国有鉄道営業局総務課 (编). . 日本国有鉄道. 1966: 232  [2022-12-10]. doi:10.11501/1873236 （日语）.
4. ↑  1966年（昭和41年）9月19日日本國有鐵道公示第568号「一般運輸営業を開始」
5. 1 2   第1版. 札幌市: 日本国有鉄道北海道総局. 1973-03-25: 224. ASIN B000J9RBUY （日语）.
6. ↑  1966年（昭和41年）9月19日日本國有鐵道公示第569号「一般運輸営業を廃止」
7. ↑  札幌鉄道局編 (编). . 北彊民族研究会. 1939: 60. NDLJP: 1029473 （日语）.
8. 1 2  山田秀三. . アイヌ語地名の研究　山田秀三著作集　別巻 2. 浦安市: 草風館. 2018-11-30: 320. ISBN 978-4-88323-114-0 （日语）.
9. ↑  旧狩勝線を楽しむ会 （页面存档备份，存于）（日語）
10. ↑  .   [2024-04-11]. （原始内容存档于2023-11-28）.
11. ↑  . 狩勝高原エコトロッコ鉄道.   [2019-02-10]. （原始内容存档于2024-05-27） （日语）.
12. ↑   (PDF). 北海道.   [2019-02-10]. （原始内容 (PDF)存档于2015-01-02） （日语）.

## 相關項目
- 日本鐵路車站列表 Ni

## 外部連結
- NPO法人　舊狩勝線歡樂會 （页面存档备份，存于）（日語）
- 狩勝高原Eco小火車鐵道 （页面存档备份，存于）（日語）